# Пресбургский мир (1626)
Третий Пресбургский Мир (также известный как Договор в Пресбурге) — мирный договор, заключённый в городе Пресбург (современная Братислава, в те времена известная на венгерском как Пожонь) 30 декабря 1626 года между Габриэлем Бетленом из Трансильвании, лидером антигабсбургского движения в 1619 — 1626 годах, с одной стороны, и Фердинандом II, императором Священной Римской империи — с другой. Соглашение положило конец войне, подтвердив Никольсбургский мир (31 декабря 1621). В свою очередь, Бетлен обязался впредь не воевать против императора, и при этом он объединился с турками-османами.